# ریدر، قزاقستان
ریدر (به قزاقی: Риддер، ريددەر) شهری در استان قزاقستان شرقی کشور قزاقستان است که در سرشماری سال ۲۰۰۸ میلادی، ۵۴۲۵۲ نفر جمعیت داشته است و از سال ۱۹۳۴ میلادی به‌عنوان شهر شناخته می‌شده است.